# Hjärsås landskommun
Hjärsås landskommun var en tidigare kommun i dåvarande Kristianstads län.

## Administrativ historik
När 1862 års kommunalförordningar började gälla inrättades över hela landet cirka 2 400 landskommuner, de flesta bestående av en socken. Därutöver fanns 89 städer och 8 köpingar som då blev egna kommuner.
Denna landskommun bildades i Hjärsås socken i Östra Göinge härad i Skåne.
Kommunreformen 1952 påverkade inte Hjärsås, som kvarstod som egen kommun fram till 1974, då den genom sammanläggning gick upp i Östra Göinge kommun.
Kommunkoden 1952-1970 var 1120.

### Kyrklig tillhörighet
I kyrkligt hänseende tillhörde kommunen Hjärsås församling.

## Geografi
Hjärsås landskommun omfattade den 1 januari 1952 en areal av 89,35 km², varav 81,31 km² land.

### Tätorter i kommunen 1960
| Tätort   | Folkmängd |
| -------- | --------- |
| Sibbhult | 853       |
| Immeln   | 268       |

Tätortsgraden i kommunen var den 1 november 1960 43,5 procent.

## Politik

### Mandatfördelning i valen 1938-1970
|  | 15 | 9 |

| 22 |

| 2 | 15 | 8 |

| 22 |

| 3 | 14 | 8 |

| 23 |

|  | 21 | 4 | 4 |

| 27 |

|  | 20 | 2 | 2 | 5 |

| 28 |

|  | 20 | 2 | 2 | 5 |

| 25 | 5 |

|  | 20 | 3 | 4 | 2 |

| 24 | 6 |

| 20 | 4 | 4 | 2 |

| 24 | 6 |

| 20 | 2 | 5 | 3 |

| 24 | 6 |